# Equus altidens
Equus altidens es una especie extinta de mamífero perisodáctilo de la familia de los équidos que fue descrita en yacimientos del Pleistoceno Medio de Europa y Asia.

## Taxonomía
Equus altidens es una especie que todavía no ha sido definida con exactitud. Los restos encontrados en el yacimiento de Venta Micena, por ejemplo, son identificados por algunos científicos como una subespecie de E. altidens y por otros como una especie diferente. Su esqueleto postcraneal es muy parecido al de otros équidos coetáneos.

## Evolución
Lo científicos no se ponen de acuerdo en cuanto a la filogenia de esta especie. Algunos lo incluyen en el grupo de los estenónidos, habiendo surgido en Europa E. altidens como la última forma evolutiva de este grupo. Para otros paleontólogos, por el contrario, forma parte del subgénero Sussemionus, el cual no tiene relación con el grupo anterior y se habría originado probablemente en América del Norte. Por último, hay quien piensa que E. altidens procede de la evolución de otra especie africana. La dificultad en la identificación y delimitación de la especie supone también una dificultad a la hora de establecer su cronología. Su aparición se estima entre hace 1,8 y 1,2 millones de años, extinguiéndose hace aproximadamente 600.000 años.

## Morfología
Se trataba de un équido de talla media y de proporciones esbeltas.

## Hábitat y ecología
De sus características anatómicas se puede deducir que se trataba de una especie bien adaptada a la carrera, que frecuentaba hábitats más o menos abiertos y secos (estepas). Se trataba de un herbívoro especializado en el consumo de herbáceas, aunque su dieta podía complementarse con leñosas en aquellas zonas o épocas del año en la que los pastos no eran tan abundantes.

## Distribución
Equus altidens habitó Europa en lo que hoy es España, Francia, Reino Unido, Italia, Alemania, República Checa y Rumanía. Fuera de Europa también se ha determinado su presencia en Georgia.